# Lallie Charles
Pour les articles homonymes, voir Charles (patronyme).
Lallie Charles (1869-1919) est une photographe irlandaise, qui, avec sa sœur Rita Martin, a connu un grand succès commercial, en tant que portraitiste féminine, du début du XXe siècle,.

## Biographie
Lallie Charles, née Charlotte Elizabeth Martin, est une photographe commerciale. En 1896, elle ouvre son premier studio, appelé The Nook, à Londres. En 1897, Rita Martin, sa sœur, vient travailler avec elle. En 1906, celle-ci ouvre son propre studio à Londres et les deux sœurs deviennent concurrentes.
Lallie Charles est inspirée par Alice Hughes. À son époque, outre sa sœur, il existe d'autres femmes, pionnières de la photographie : Christina Broom, Kate Pragnell (en) et Lizzie Caswall Smith. Madame Yevonde est l'apprentie de Lallie Charles et Cecil Beaton, jeune homme, a posé pour un portrait de famille, expérience qu'il a décrite plus tard dans son livre Photobiography.
Au sujet des sœurs, Cecil Beaton déclare « Rita Martin et sa sœur, Lallie Charles, la photographe rivale, ont posé leurs modèles dans une douce lumière de conservation, rendant tous les cheveux délirants de mode pour être photographiés ».

## Héritage
Une petite sélection de négatifs, de Lallie Charles et de Rita Martin, est conservée à la National Portrait Gallery, don de leur nièce Lallie Charles Cowell, en 1994.

## Galerie de portraits de Lallie Charles

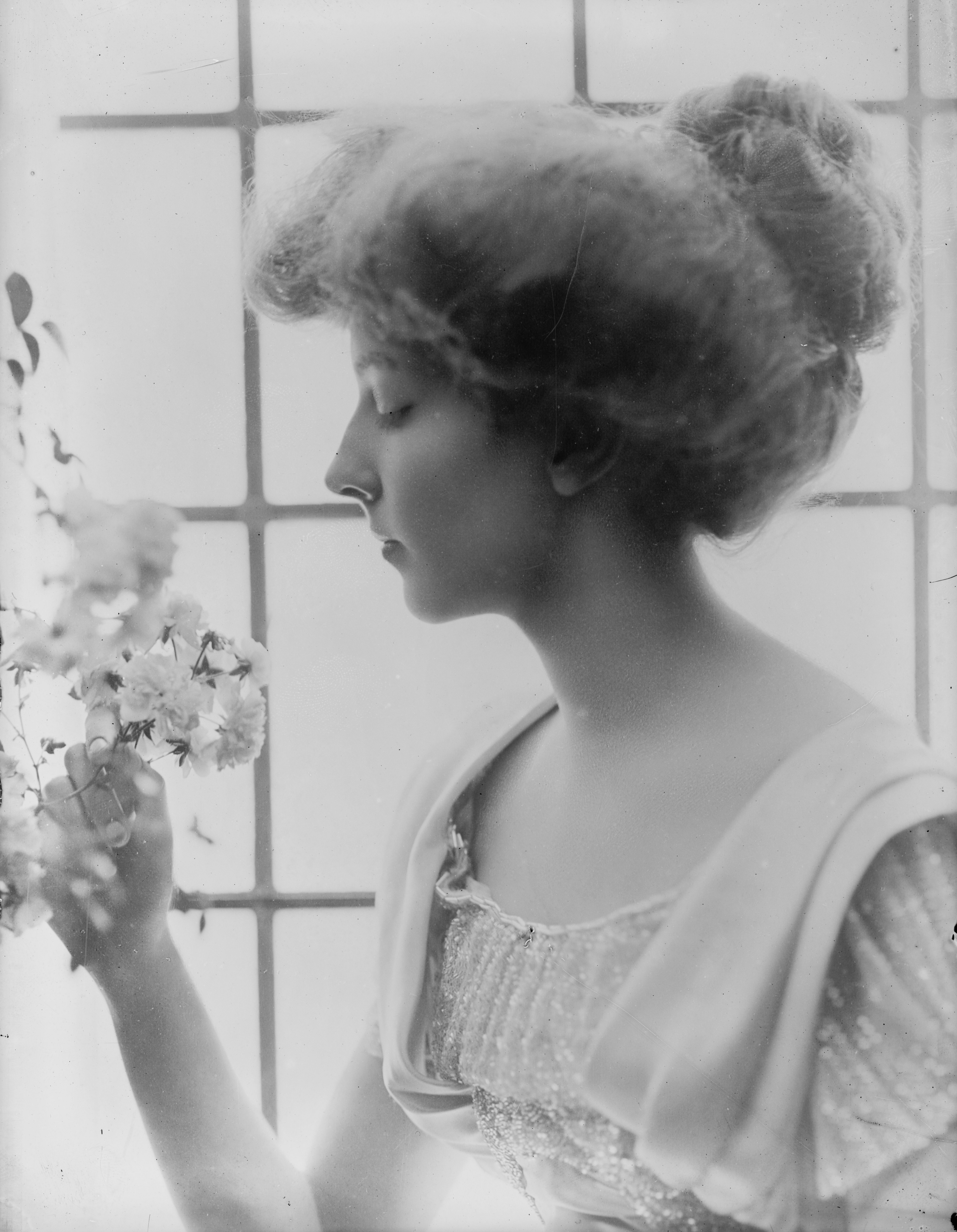
Anita de Bragance
Anne Innes-Ker (en)
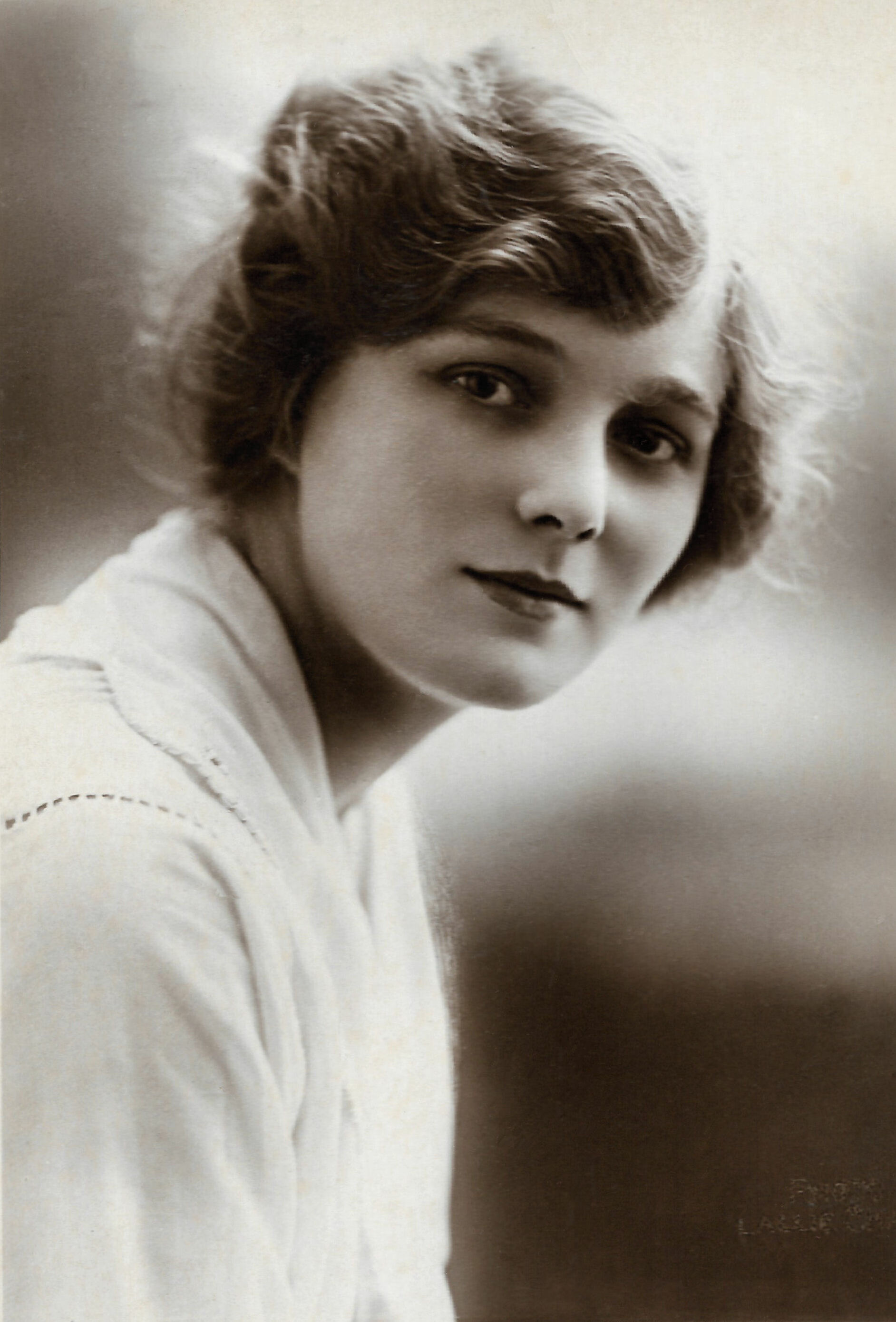
Chrissie White
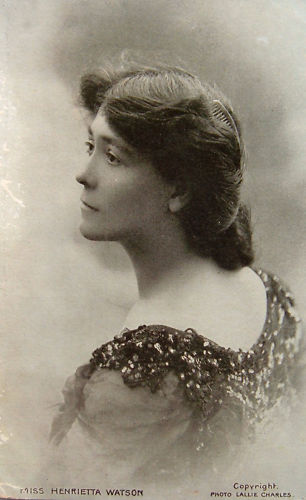
Henrietta Watson (en)
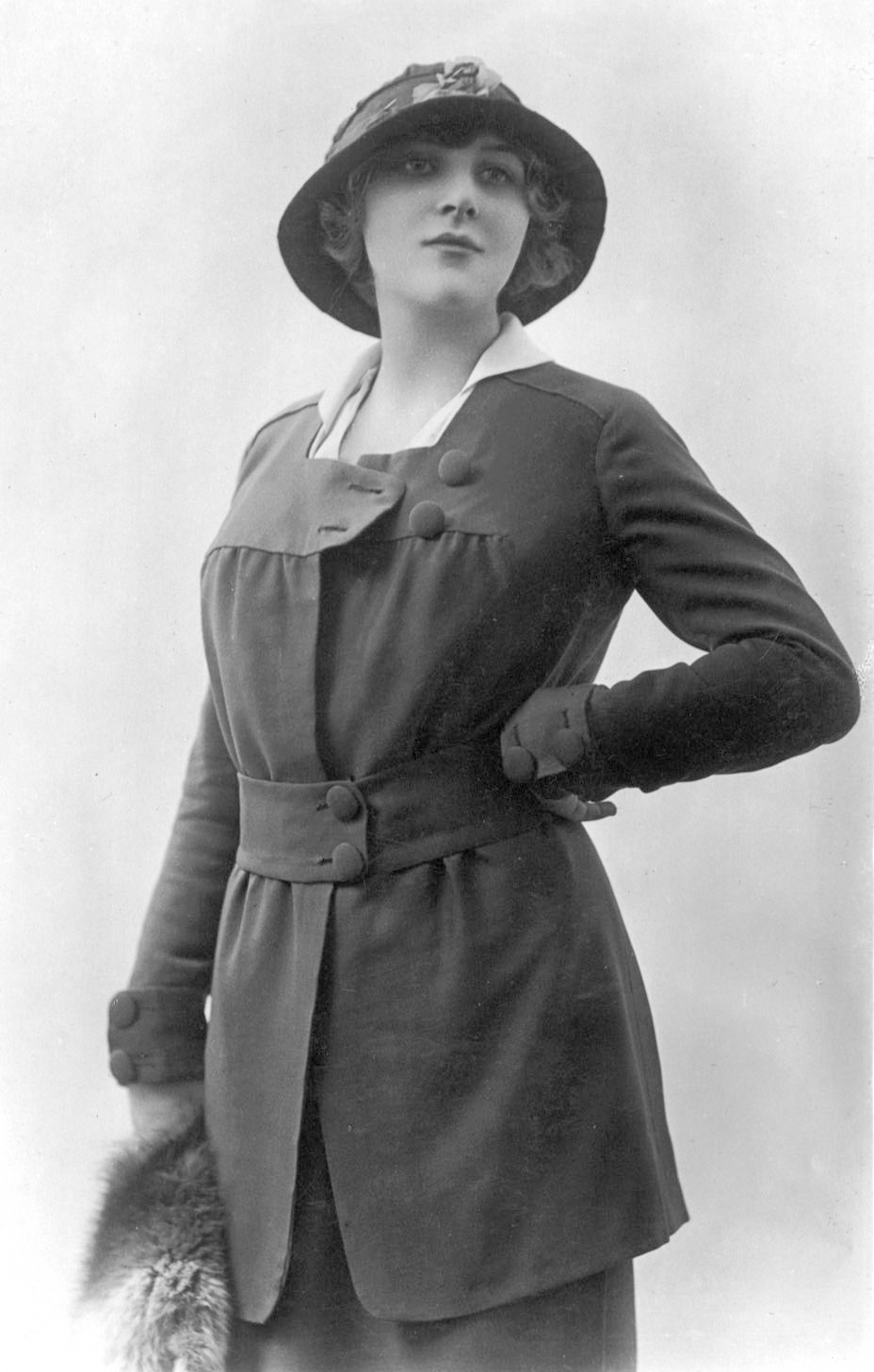
Isobel Elsom
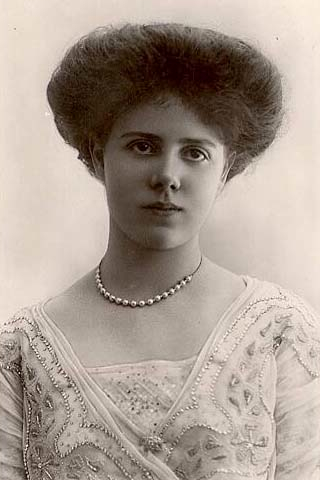
Maud Duff
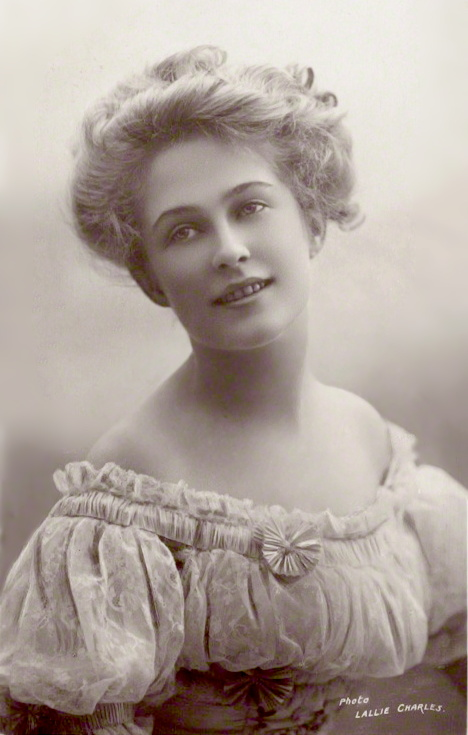
Pauline Chase
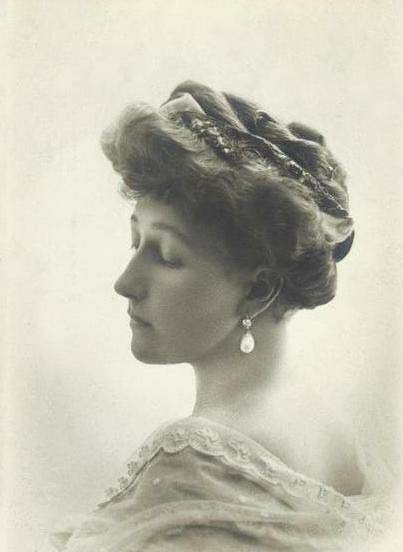
Stéphanie de Belgique
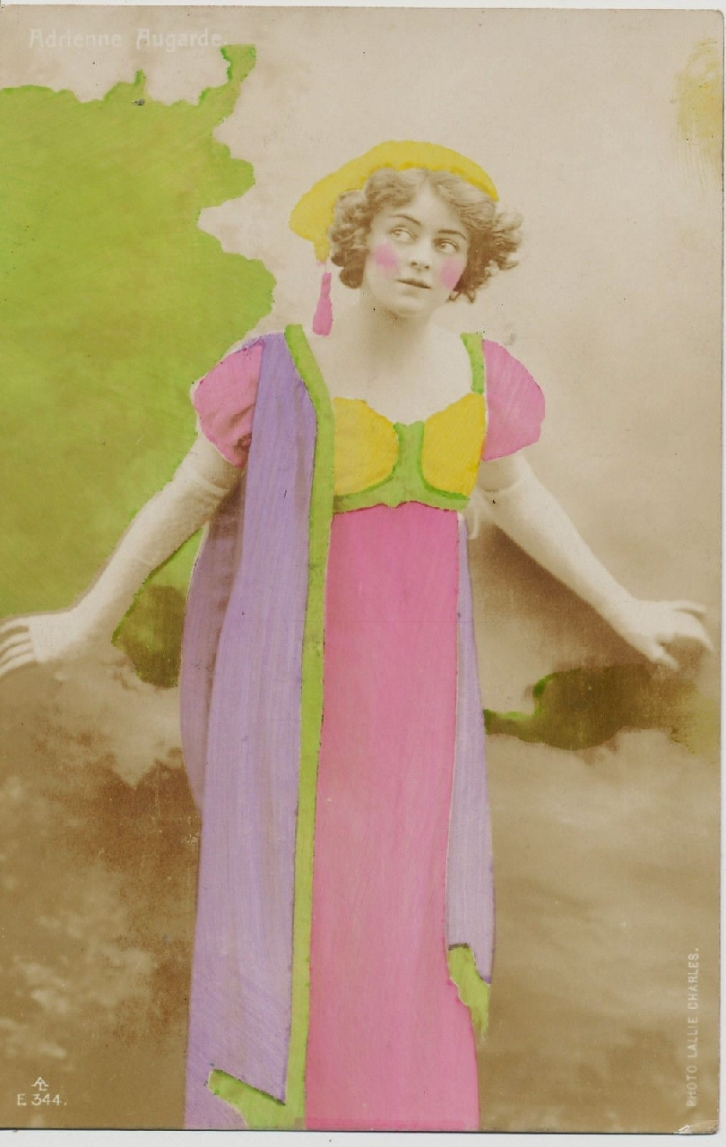
Adrienne Augarde
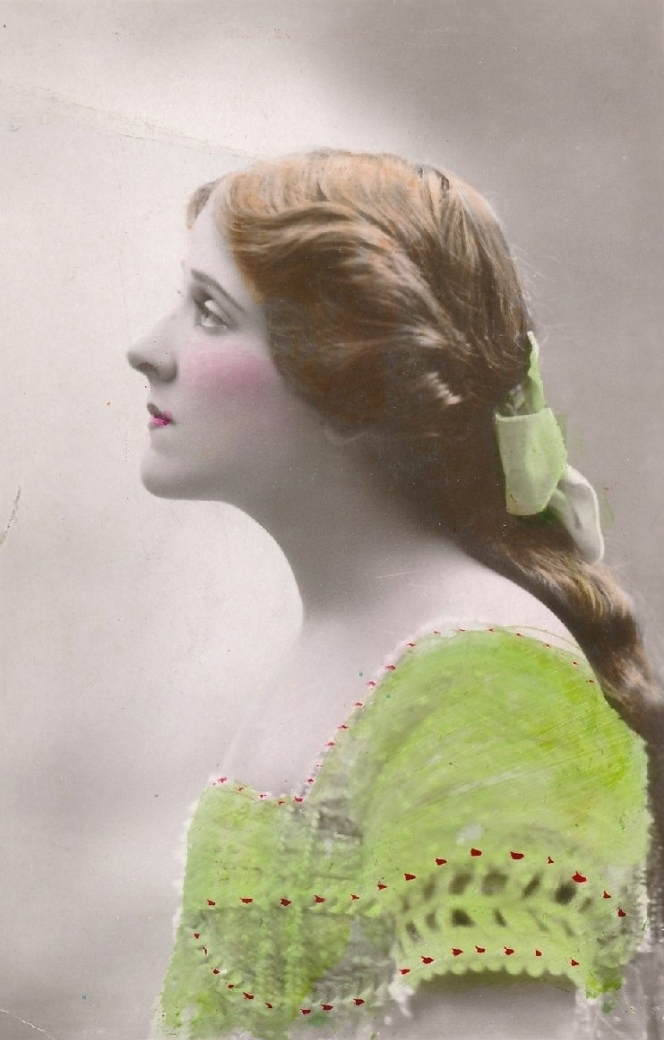
Edna May (en)
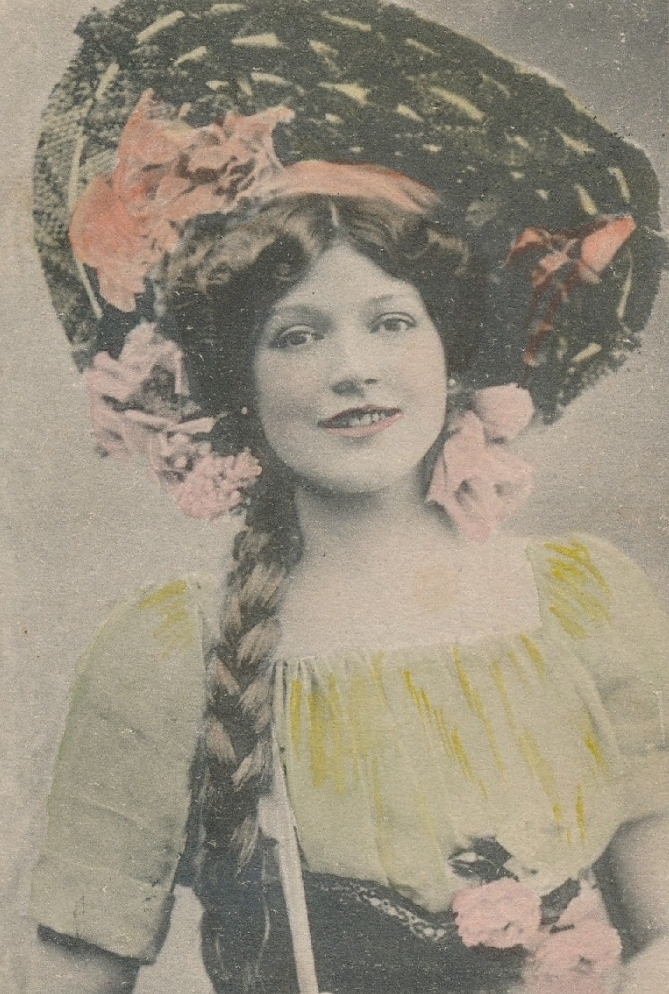
Ruth Vincent (en)
Victoria Alexandra du Royaume-Uni
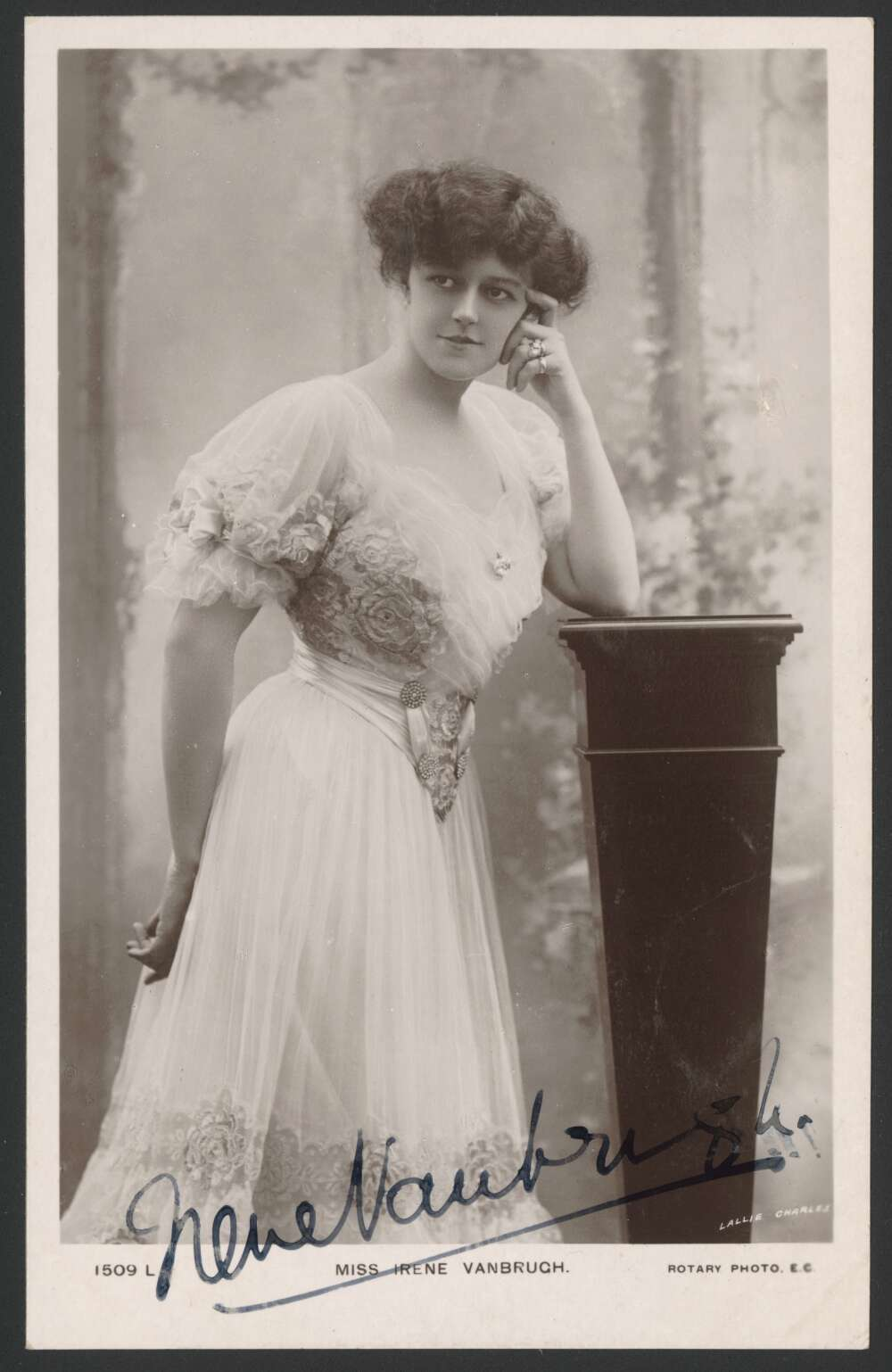
Irene Vanbrugh
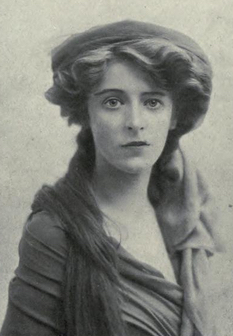
May Leslie Stuart (en)